# Campozano (Manabí)
Campozano ist eine Ortschaft und eine Parroquia rural („ländliches Kirchspiel“) im Kanton Paján der ecuadorianischen Provinz Manabí. Die Parroquia besitzt eine Fläche von 246,8 km². Die Einwohnerzahl lag im Jahr 2010 bei 8507. Am 3. August 1938 wurde die Parroquia Campozano im Kanton Jipijapa gegründet.

## Lage
Die Parroquia Campozano liegt in der Cordillera Costanera. Der etwa 120 m hoch gelegene Hauptort Campozano befindet sich 5 km südöstlich des Kantonshauptortes Paján am Río Paján, dem Oberlauf des Río Colimes. Dieser entwässert das Areal nach Osten und mündet schließlich in den Río Daule.
Die Parroquia Campozano grenzt im Nordosten an Paján, im Norden an die Parroquias Noboa und Sixto Durán Ballén (beide im Kanton 24 de Mayo), im Nordosten an die Parroquias Alejo Lascano und San Jacinto (Kanton Colimes, Provinz Guayas), im Osten an die Parroquia Guale, im Süden an die Parroquia Pedro Carbo (Kanton Pedro Carbo, Provinz Guayas) sowie im Südwesten und im Westen an die Parroquia Cascol. 